# Sigurd Høst
Sigurd Høst, född 22 januari 1866, död 21 augusti 1939, var en norsk skol- och språkman.
Sigurd Høst blev lektor vid Oslo katedralskola 1915, lektor i norska vid Sorbonne 1921 och var lektor i franska vid universitetet i Oslo 1923–1926. Høst utgav, delvis i samarbete med Adam Fredrik Trampe Bødtker, även i Sverige mycket använda skolböcker i franska, ett par verk om Henrik Ibsen och ett flertal pedagogiska skrifter.